# Malachi Throne
Malachi Throne (New York, 1 december 1928 – Brentwood (Californië), 13 maart 2013) was een Amerikaans televisie- en theateracteur.

## Biografie
Throne was een zoon emigrangten uit Midden-Europa, en begon al op vroege leeftijd met acteren. In 1939 stond hij in het theater met het toneelstuk Tom Sawyer in de rol van Huckleberry Finn. Hij stopte met de high school om te gaan werken in het theater om later toch terug te keren naar school om zijn diploma te halen. Hij hield van acteren maar dacht altijd te eindigen als leraar Engels; zo bleef hij studeren tijdens zijn werk in het theater. Tijdens de Koreaanse Oorlog nam hij dienst bij het Amerikaanse leger. Na deze oorlog keerde hij terug naar New York om zich weer te richten op het acteren in het theater. Zo heeft hij zijn hele carrière in het theater gestaan.
Throne begon in 1959 met acteren voor televisie in de televisieserie The Dupont Show of the Month. Hierna heeft hij nog meer dan 100 rollen gespeeld in televisieseries en films zoals The Big Valley (1965-1966), It Takes a Thief (1968-1969), All My Children (1990), Star Trek: The Next Generation (1991), Catch Me If You Can (2002) en Avatar: The Last Airbender (2006).
Throne was sinds 1992 getrouwd, en hij had twee zoons uit een eerder huwelijk, waaronder Zachary. De laatste jaren woonde hij met zijn vrouw in Zuid-Californië en als hij niet acteerde voor televisie speelde hij in lokale theaters en schreef hij historische romans.

## Filmografie[4]

### Films
Selectie:
- 2002 Catch Me If You Can – als Abe Penner

### Televisieseries
Selectie:
- 1993 Animaniacs – als God – 2 afl. (animatieserie)
- 1992 Melrose Place – als William Campbell – 2 afl.
- 1991 Star Trek: The Next Generation – als senator Pardek – 2 afl.
- 1990 All My Children – als Morgan Rutherford - 15 afl.
- 1987 Visionaries: Knights of the Magical Light - als verteller (stem) - 13 afl.
- 1981 Ryan's Hope – als Edgar Daniels – 2 afl.
- 1978 Search for Tomorrow – als Ted Adamson - ? afl.
- 1975 The Six Million Dollar Man – als Joseph Ronaugh – 2 afl.
- 1970 Lancelot Link: Secret Chimp - verteller (stem) - 17 afl.
- 1968 – 1969 It Takes a Thief – als Noah Bain – 42 afl.
- 1966 Batman – als False Face – 2 afl.
- 1963 The Defenders – als minister van justitie – 2 afl.

### Computerspel
- 2006 Gothic 3 – als Innos (stem Engelse versie)

- Biblioteca Nacional de España: XX1703113
- Bibliothèque nationale de France: cb17058545f (data)
- Gemeinsame Normdatei: 1014524466
- International Standard Name Identifier: 0000 0000 4402 0354
- Library of Congress Control Number: n95051211
- MusicBrainz: a8fda080-9021-47de-a3f5-ca2aa18b3559
- Nationale Bibliotheek van Israël: 987009541040005171
- Virtual International Authority File: 48474557
- WorldCat: E39PBJgRWthWCRxbPQ3bXWM9Dq